# نورمان روبرتس
نورمان روبرتس (بالإنجليزية: Norm Roberts)‏ هو مدرب كرة سلة أمريكي، ولد في 21 يوليو 1965 في كوينز في الولايات المتحدة.